# Bursa Merinosspor
Bursa Merinosspor war ein türkischer Fußballverein aus Bursa.

## Geschichte und Hintergrund
Bursa Merinosspor entstand 1937 als Betriebssportverein der lokalen Fabrik des Teppichherstellers Merinos. Lange Zeit spielten die Fußballer im regionalen Amateurligabereich, ehe nach dem Aufstieg in die Türkiye 3. Futbol Ligi im Sommer 1990 die Professionalisierung initiiert wurde. In der Folge hielt sich der Klub in der Spielklasse, auch wenn sich aufgrund der Privatisierung der Merinosfabrik die Finanzbasis schmälerte. Daraufhin wurde die Fußballabteilung ausgegliedert, der lokal führende Fußballklub Bursaspor übernahm dabei die Mehrheit der Anteile.
Im Jahr 2001 wurde der nunmehr vor allem als Farmteam fungierende Klub aufgrund einer Ligareform zurückgestuft, der Mannschaft gelang 2002 jedoch als Vizemeister seiner Viertligastaffel hinter Muğlaspor der Wiederaufstieg. Am Ende der Spielzeit 2005/06 verpasste sie dort den Klassenerhalt und musste zwei Jahre später sogar in den regionalen Amateurbereich absteigen. Dort schwankte der Klub zwischen den beiden obersten Spielklassen, ehe er 2015 aufgelöst wurde. Zwischenzeitlich übernahm Yeşil Bursa SK die Rolle des Farmteams von Bursaspor.
Im Jahr 2017 gründete sich unter dem Namen Bursa Merinos Spor ein Nachfolger, der im Amateurbereich am Ligabetrieb teilnimmt.